# Байкова Раїса Миколаївна
Раїса Миколаївна Байкова (1924, село Пирогово, тепер Алнаського району, Удмуртія, Російська Федерація — ?) — радянська державна діячка, вчителька історії СРСР і російської мови семирічної школи села Старий Утчан Алнаського району Удмуртської АРСР. Депутат Верховної ради СРСР 3-го скликання.

## Життєпис
Народилася в родині вчителів. З 1938 по 1941 рік навчалася в Можгинському педагогічному училищі Удмуртської АРСР.
З 1941 року — вчителька Ново-Утчанської початкової школи Алнаського району Удмуртської АРСР.
У 1948 році закінчила заочно Єлабузький вчительський інститут.
З 1948 року — вчителька історії СРСР і російської мови Старо-Утчанської семирічної школи села Старий Утчан Алнаського району Удмуртської АРСР.
Подальша доля невідома.